# تکینت
تکینت (انگلیسی: Techint) شرکت مهندسی آرژانتینی است، که در سال ۱۹۴۵ تأسیس شد و هم‌اکنون مالک شرکت‌های تناریس و ترنیوم می‌باشد.